# Joséphine Serre
Joséphine Serre (* 14. Dezember 1982) ist eine französische Film- und Fernsehschauspielerin, die vor allem durch ihre Rolle als „Babou“ in der französischen Krimiserie Julie Lescaut überregional bekannt wurde.

## Karriere
Joséphine Serre absolvierte ein dreijähriges Schauspielstudium an der Pariser Ecole Florent und besuchte Workshops und Praktika am renommierten Théâtre du Soleil und dem Studio-théâtre d’Asnières. Mit ihrer Nebenrolle der „Babou“ in der langjährigen Fernsehfilmreihe Julie Lescaut wurde sie in Frankreich einem größeren Publikum bekannt. Seit ihrem achten Lebensjahr spielte sie diese Rolle in 59 Episoden der Serie, bevor sie das Team im Jahr 2004 verließ. J.Serre spielt auch Theater, so zum Beispiel im Theaterstück Les Saintes amantes von Guy Shelley am Théâtre du Nord-Ouest und am Lucernaire. Ihre erste größere Rolle in einem Kinofilm hatte sie 1996 in Franco Zeffirellis Literaturverfilmung Jane Eyre.
Ihre Schwester Léopoldine Serre ist ebenfalls als Schauspielerin tätig.

## Filmografie (Auswahl)
- 1992: Die Krise (La crise)
- 1992–2013: Julie Lescaut (Fernsehserie, 58 Folgen)
- 1994: Clementine und die kleinen Gauner (Cache Cash)
- 1996: Jane Eyre
- 1997: Die Jagd nach dem tanzenden Gott (La divine poursuite)